# Кривий Ріг (аеропорт)
Міжнародний аеропорт «Кривий Ріг», або Міжнародний аеропорт «Лозуватка» (IATA: KWG, ICAO: UKDR) — аеропорт міста Кривий Ріг, Україна. Від центру Кривого Рогу — 20 км. Висота над рівнем моря — 124 метри.
Має вантажний термінал. Працював цілодобово (до ескалації військових дій на території України 2022 року). Код ЄДРПОУ — 01173530
Робота митниці: 08:00-16:00 (+3 UTC).
Навігаційні засоби: DME, runway 1: 032/R/B/W/U, ILS
Вантажні приміщення: сховище 864 м², транзитна зона, Mechanical Handling, карантин тварин, харчова інспекція, Health Officials, X-Ray Equipment.
Аеропогрт з 2001 року знаходиться в комунальній власності міста,  має злітно-посадкову смугу довжиною 2500 метрів, шириною 42 метри. Наявність необхідних служб, спеціального обладнання, зручного місця розташування, дає змогу цілодобово приймати літаки майже всіх класів. Пропускна спроможність – 9 операцій (зліт – посадка) на годину.
За 2016 – 2021 роки аеропортом було забезпечено переліт 87499 пасажирів, транспортування 120,9 т. вантажу та обслуговано 4294 авіарейси.
| Показники                     | 2018  | 2019  | 2020 | 2021 | 2022 | 2023 |
| Обслуговано пасажирів, осіб   | 21964 | 21329 | 341  | 2403 | 0    | 0    |
| Оброблено вантажів, пошти, т. | 19,3  | 33,0  | 11,8 | 4,9  | 0    | 0    |
| Обслуговано рейсів            | 706   | 1051  | 527  | 788  | 0    | 0    |

Зменшення рейсів з 2020 року пов’язано з коронавірусною хворобою.
Протягом останніх років нерегулярні міжнародні чартерні рейси здійснювались до (з) аеропортів Шарм-ель-Шейх (Єгипет), Анталії (Туреччина), Хургади (Єгипет), Каїру (Єгипет), Даламан (Туреччина), Тивату (Чорногорія), Салоніки (Греція), Софії (Болгарія), Вільнюса (Литва), Кошице (Словаччина), Белграду (Сербія), Риги (Латвія) та інших. У зв’язку із закриттям неба для здійснення цивільних авіаперевезень через воєнну агресію, з 2022 року стало неможливим здійснення пасажирських, поштових та вантажних авіаперевезень.
Варто зазначити, що аеропорт в складних погодних умовах може виступати запасним для столичного аеропорту «Бориспіль» та інших.

## Історичні відомості
У 1986 році Криворізькому аеропорту був надано статус міжнародного.
У 2017 році керівництво заявило про розвиток аеродромної інфраструктури, зокрема, про необхідність встановлення світлосигнальної апаратури та придбання системи повітряного запуска двигунів.
Раніше було придбано обладнання для визначення нижньої межі хмарності
Проведено тендер на встановлення світлосигнальної апаратури для посадки за І кат ІКАО.

### Російсько-українська війна
10 березня 2022 року російські окупаційні війська завдали ракетних обстрілів по Криворізькому аеропорту.
26 вересня 2022 року російські війська завдали удару ракетою Х-59 по аеропорту. Інфраструктура аеропорту зазнала суттєвих руйнувань.

## Статистика
Див. джерело запитів Вікіданих та джерела.
| Рік  | Пасажиропотік | Динаміка  |
| ---- | ------------- | --------- |
| 2011 | 05000         | —         |
| —    | —             | —         |
| 2014 | 0761          | —         |
| 2015 | 01341         | ▲ 76.2 %  |
| 2016 | 08958         | ▲ 568.0 % |
| 2017 | 32 504        | ▲ 362 %   |
| 2018 | 21 964        | ▼ 32,4 %  |
| 2019 | 21 329        | ▼ -2.89 % |